# Polystichum fibrillosopaleaceum
Polystichum fibrillosopaleaceum är en träjonväxtart som först beskrevs av Kodama, och fick sitt nu gällande namn av Tag. Polystichum fibrillosopaleaceum ingår i släktet Polystichum och familjen Dryopteridaceae. Utöver nominatformen finns också underarten P. f. marginale.